# 积极的斯洛文尼亚
斯洛文尼亚积极党  是一个斯洛文尼亚中间偏左的政党，由盧布里雅納市长佐兰·扬科维奇于2011年10月领导创建。

## 建立
2011年10月11日，扬科维奇宣布他将参加2011年的国民议会选举。该党于10月22日正式成立。国会议员Matjaž Zanoškar、Cveta Zalokar Oražem和Renata Brunskole都是该党的支持者，此外斯洛文尼亚首任总统米蘭·庫昌也宣布支持该党。

### 纲领
该党的政治目标是要建立一个安全、高效的公民社会，努力让GDP的增长速度保持在4%以上，债务控制在3%以下。扬科维奇表示他的理想是让本国跻身世界上最成功的国家行列。

## 选举
2011年12月4日举行的国会大选中，该党赢得90席中的28席位居第一，前总理亚内兹·扬沙领导的民主党得到26席，博鲁特·帕霍尔领导的社会民主党获得10席。